# Laphystia limatula
Laphystia limatula là một loài ruồi trong họ Asilidae. Laphystia limatula được Coquillett miêu tả năm 1904. Loài này phân bố ở vùng Tân Bắc giới.